# Hiroo Shima
Hiroo Shima (嶋 宏大?, Shima Hiroo; Shimokawa, 10 maggio 1963) è un ex saltatore con gli sci giapponese.

## Biografia
In Coppa del Mondo esordì il 9 febbraio 1985 a Sapporo (11°) e ottenne l'unico podio il 24 gennaio 1987 nella medesima località (3°).
In carriera prese parte a un'edizione dei Giochi olimpici invernali, Sarajevo 1984 (45° nel trampolino normale, 51° nel trampolino lungo), e a una dei Campionati mondiali, Oberstdorf 1987 (60° nel trampolino lungo).

## Palmarès

### Coppa del Mondo
- Miglior piazzamento in classifica generale: 29º nel 1987
- 1 podio (individuale):
  - 1 terzo posto